# VT-4
Il VT-4 (cinese:VT-4主战坦克) o MBT-3000 è un carro armato da combattimento cinese di quarta generazione sviluppato dall’azienda Norinco e destinato principalmente all’esportazione.

## Storia
Lo sviluppo del carro armato da combattimento VT-4 iniziò nel corso del 2009 come collaborazione con la fabbrica First Inner Mongolia Machinery Factory ed altre industrie.  Il nuovo veicolo si basava sul precedente carro Type 90-II,  ed era equipaggiato con un propulsore di progettazione nazionale. Il prototipo del carro MBT-3000 fu presentato dalla Norinco per la prima volta all’Eurosatory del giugno 2012, e successivamente al China International Aviation & Aerospace Exhibition del 2014 con la designazione VT-4.

### Tecnica
Il carro VT-4 utilizza la tecnologia sviluppata per il Type 99A entrato in servizio attivo presso l’Esercito Popolare di Liberazione. 
Il motore turbodiesel a controllo elettronico eroga la potenza di 1.300 CV e consente di superare un ostacolo verticale di 1,2 m, una pendenza del 60%, una trincea di 2,5 m e può guadare, con opportuna preparazione, corsi d’acqua della profondità di 4–5 m. Le sospensioni sono a barre di torsione, la trasmissione è idraulica con cambio automatico.
Il mezzo è armato con un cannone da 125 mm a canna liscia a caricamento automatico, dotato di manicotto termico ed estrattore dei fumi, e sparante proiettili APFSDS, HESH, HEAT, HE rounds,  e missili controcarro 9K119 Refleks (AT-11 Sniper). Il caricatore automatico ha la capacità di 22 colpi, e consente un rateo di tiro di 8 colpi al minuto.| Il munizionamento disponibile comprende 38 colpi da 125 mm, 500 da 12,7 e 3.000 da 7,62 mm. L’armamento secondario si basa su una mitragliatrice coassiale cal. 7,62 mm, mentre sul tetto della torretta è posizionata una mitragliatrice da 12,7 mm a controllo remoto. Su ciascun lato posteriore della torretta sono posizionati sei lanciagranate azionati elettricamente per artifizi fumogeni integrati da un sistema Laser Warning Receiver. Il sistema di controllo del tiro dispone di un telemetro laser, di un visore panoramico, e di un sistema termico passivo di terza generazione. 
La protezione passiva comprende una corazzatura composita integrata da una reattiva. Il carro dispone di completo sistema di difesa NBC, di condizionamento per operare in ambienti climatici caldi, impianto antincendio, di un sistema IFF e di sistema di soppressione delle esplosioni. I cingoli sono protetti con appositi pannelli blindati posti ai lati dello scafo.
Il prototipo del carro ha compiuto i test operativi presso un poligono situato nella Mongolia interna nel corso del 2014, e nel 2015 il governo cinese ha proposto ufficialmente a quello peruviano, senza successo, l'acquisto di 100 carri VT-4. Nel 2016 si è registrato il primo ordine da parte del governo thailandese.

## Utilizzatori
Thailandia
- Royal Thai Army

Per riequipaggiare la componente corazzata dell'esercito, nel 2016, il governo thailandesede ha ordinato 28 carri VT-4 al costo di 5 miliardi di bat da consegnarsi entro due anni, e altri 10 nel 2017 per 2 miliardi di bat. Inoltre è stata posta un’opzione per la fornitura di ulteriori 153 veicoli.
 Nigeria
- Nigerian Army

Mezzi consegnati nell’aprile 2020.
 Pakistan
- Pakistan Army

Ordinato un gruppo iniziale di 176 su un totale di 300 previsti. Sono equipaggiati con un motore da 1500hp e corazze reattive FY4.